# Xarxa de museus de les comarques de Girona
La Xarxa territorial de museus de les comarques de Girona és una xarxa de museus de Catalunya que forma part del sistema de xarxes territorials de la Generalitat de Catalunya, que es despleguen en el conjunt del territori com a instrument bàsic per canalitzar concertadament les polítiques de suport als museus del país. Es crea amb la finalitat de desenvolupar eines de col·laboració entre els museus registrats membres d'aquest àmbit territorial, fomentar actuacions transversals en matèria museística i donar suport econòmic directe mitjançant la concessió de subvencions.
L'instrument de gestió i coordinació de la Xarxa de museus de les comarques de Girona és el SAM (Servei d'Atenció als Museus), una unitat inscrita al Museu d'Arqueologia de Catalunya-Girona.

## Història
La Xarxa territorial de museus de les comarques de Girona va ser constituïda oficialment el 27 de novembre de 2015, fruit de l'acord entre el Departament de Cultura de la Generalitat de Catalunya, la Diputació de Girona i els 27 museus registrats en aquell moment a les comarques gironines, en un acte solemne celebrat al Saló del Tron del Museu d'Art de Girona. Durant el primer any, va gestionar un pressupost de 617.500 euros, aportats en un 58,7% per la Generalitat i un 41,3% per la Diputació, destinats al desenvolupament d'11 línies de treball i de 23 accions relacionades amb la captació de públic, la conservació i la gestió patrimonial.

## Membres
La Xarxa està formada pels 26 museus registrats de la província de Girona:
El Museu de la Mediterrània, l'Ecomuseu-Farinera de Castelló d'Empúries, el Museu de la Pesca, el Museu Arqueològic Comarcal de Banyoles, el Museu d'Arqueologia de Catalunya - Empúries, el Museu d'Arqueologia de Catalunya (Girona), el Museu d'Arqueologia de Catalunya - Ullastret, el Museu d'Art de Girona, el Museu Darder, el Museu de l'Anxova i de la Sal, el Museu de la Garrotxa, el Museu de l'Empordà, el Museu del Cinema - Col·lecció Tomàs Mallol, el Museu del Joguet de Catalunya, el Museu del Mar de Lloret de Mar, el Museu del Suro de Palafrugell, el Museu dels Sants, el Museu d'Història de Sant Feliu de Guíxols, el Museu d'Història de Girona, el Museu d'Història dels Jueus, el Museu Etnogràfic de Ripoll, el Museu Etnològic del Montseny, el Museu Municipal de Llívia, el Museu Municipal Josep Aragay, el Terracotta Museu i el Tresor de la Catedral de Girona.

## Les Xarxes territorials de museus catalans
La Xarxa territorial de museus de les comarques de Girona és una de les xarxes territorials de la Generalitat de Catalunya, creades amb la finalitat de concertar amb les administracions provincials els recursos destinats als museus del seu àmbit territorial, fomentar la seva cooperació per assolir una major eficiència dels recursos públics i organitzar serveis d'economia d'escala per al conjunt de museus de cada xarxa territorial. L'ens encarregat d'instrumentar les relacions jurídiques i de gestió d'abast territorial és l'anomenat SAM o Servei d'Atenció als Museus.
Actualment, a Catalunya, existeixen 3 xarxes territorials de museus:
- Xarxa territorial de museus de les comarques de Girona
- Xarxa territorial de museus de les Terres de Lleida i Aran
- Xarxa territorial de museus de les Terres de l'Ebre